# Резолюция 117 на Съвета за сигурност на ООН
Резолюция 117 на Съвета за сигурност на ООН е приета на 6 септември 1956 по повод овакантеното след смъртта на съдия Сю Мо място в Международния съд.
Като отбелязва със съжаление кончината на съдия Мо на 28 юни 1956 г., Съветът за сигурност отбелязва, че вследствие на това едно от местата в Съда остава овакантено до края на мандата на покойния, поради което това овакантено място трябва да бъде запълнено съгласно Статута на Международния съд. Като подчертава, че съгласно чл. 14 от Статута на Международния съд изборът на нов съдия трябва да бъде насрочен от Съвета за сигурност, Съветът постановява, че изборът на нов член на Международния съд, който ще заеме мястото на починалия съдия, ще се проведе по време на единадесетата редовна сесия на Общото събрание на ООН.
Резолюцията е приета, без да бъде подлагана на гласуване.